# Grabungsgenehmigung
In Deutschland ist für jede Grabung an einem Bodendenkmal eine Grabungsgenehmigung der zuständigen Denkmalbehörde nach dem jeweiligen Denkmalschutzgesetz des Bundeslandes nötig. In einigen Ländern ist explizit auch für andere Arten der Nachforschung eine denkmalrechtliche Genehmigung erforderlich.

## Hintergrund
Eine fachgerechte Ausgrabung vergrößert das Wissen um ein Bodendenkmal, führt aber zugleich zur Zerstörung der Befunde und reißt die Funde aus dem Zusammenhang mit den Befunden. Zudem werden die archäologischen Forschungsmethoden ständig weiter entwickelt, so dass eine Ausgrabung in einigen Jahrzehnten erheblich mehr Informationen verspricht als eine heutige.
Der Erhalt von Denkmalen ist in allen deutschen Denkmalschutzgesetzen als öffentliches Interesse definiert. Aufgabe der Denkmalbehörden ist es deshalb, bei jeder notwendigen (meist durch Bauvorhaben) oder gewünschten Grabung (für Forschungszwecke), sorgfältig abzuwägen, ob der Erkenntnisgewinn, bzw. der Anlass der Grabung in einem angemessenen Verhältnis zum Erhalt des Denkmals steht.
Neben regelrechten Ausgrabungen führen auch kleine Suchschachtungen wie sie häufig von Sondengängern unternommen werden, vielfach zu Störungen der Befunde. Auch solche Grabungen sind deshalb genehmigungspflichtig.
Zuständige Genehmigungsbehörden sind je nach Landesgesetz die unteren Denkmalschutzbehörden bei Kreisen oder Städten, die oberen Denkmalschutzbehörden bei den Bezirksregierungen oder (am häufigsten) die Landesämter für Denkmalpflege.

## Voraussetzungen
Voraussetzung für eine Grabungsgenehmigung ist stets entsprechendes Fachwissen, so dass reguläre Ausgrabungen in Deutschland in aller Regel durch Universitäten, Landesämter für Denkmalpflege oder Fachfirmen durchgeführt werden. Kleinere Maßnahmen werden gelegentlich auch durch archäologische Vereine oder Arbeitsgruppen unternommen, wenn deren Sachkunde und eine Betreuung durch die Denkmalbehörden sichergestellt sind.
Um die gewonnenen Informationen für die Allgemeinheit zu erhalten, machen die Denkmalbehörden die Genehmigung für Sondengänger in aller Regel von der guten Zusammenarbeit und der sorgfältigen Dokumentation von Funden und Befunden abhängig. Häufig sind entsprechende Genehmigungen auch auf bestimmte Gebiete (z. B. ein Gemeindegebiet) begrenzt und bekannte Bodendenkmale ausgenommen.
Wenn ohne entsprechende Genehmigung in den Boden eingegriffen wird, handelt es sich – unabhängig von der Größe der Grabung und ihrem Erfolg – um eine Raubgrabung. Diese gelten als Ordnungswidrigkeit. Bei Störung von Befunden, was in der Regel der Fall ist, kommt auch eine Verurteilung wegen Gemeinschädlichen Sachbeschädigung (§ 304 StGB) in Frage.
Methoden, bei denen nicht in den Boden eingegriffen wird, wie Begehungen oder Luftaufnahmen, bedürfen in der Praxis keiner denkmalrechtlichen Genehmigung.